# Lee Hoi-taek
Lee Hoi-taek (en coreano: 이회택, Gimpo, Corea del Sur; 11 de octubre de 1946) es un exfutbolista y exentrenador de fútbol de Corea del Sur que jugaba en la posición de delantero.

## Carrera

### Club
| Periodo   | Club                      |
| --------- | ------------------------- |
| 1966      | Korea Coal Corporation FC |
| 1967–1969 | Yangzee FC                |
| 1973–1977 | POSCO FC                  |
| 1977      | Sea Bee                   |
| 1977–1978 | POSCO FC                  |

### Selección nacional
Jugó para Corea del Sur de 1966 a 1977 con la que anotó 21 goles en 82 partidos, ganó la medalla de oro en los Juegos Asiáticos de 1970 y fue finalista de la Copa Asiática 1972. También jugó en los Juegos Asiáticos de 1966 y en los Juegos Asiáticos de 1974.

### Entrenador
| Periodo   | Club                  |
| --------- | --------------------- |
| 1983–1985 | Hanyang University FC |
| 1987–1992 | POSCO Atoms           |
| 1988–1990 | Corea del Sur         |
| 1998–2003 | Jeonnam Dragons       |

## Logros

### Jugador
Yangzee
- Korean National Championship: 1968[8]
- Korean President's Cup: 1968[9]
- Finalista de la Asian Champion Club Tournament: 1969[10]

POSCO FC
- Korean Semi-professional League (primavera): 1975[11]
- Korean President's Cup: 1974[12]

### Selección nacional
- Asian Games: 1970[13]

### Individual
- Equipo Ideal de la KFA: 1969, 1970, 1971, 1972, 1974[14][15][16][17][18]
- Futbolista Coreano del Año: 1970[14]
- Mejor jugador del Korean President's Cup: 1974[12]
- Salón de la Fama del Fútbol Coreano: 2005[19]
- Entrenador de Año de la K League 1: 1988, 1992[20][21]

### Entrenador
Hanyang University
- Korean National Championship: 1983[22]

POSCO Atoms
- K League 1: 1988, 1992[22]

## Estadísticas

### Apariciones por Año
| Año   | Apariciones | Goles |
| ----- | ----------- | ----- |
| 1966  | 1           | 0     |
| 1967  | 18          | 8     |
| 1968  | 6           | 2     |
| 1969  | 8           | 1     |
| 1970  | 18          | 5     |
| 1971  | 9           | 2     |
| 1972  | 11          | 2     |
| 1974  | 8           | 1     |
| 1977  | 3           | 0     |
| Total | 82          | 21    |

### Apariciones por Torneo
| Torneo                        | Apariciones | Goles |
| ----------------------------- | ----------- | ----- |
| Amistosos                     | 8           | 0     |
| Torneos menores               | 42          | 14    |
| Asian Games                   | 12          | 2     |
| AFC Asian Cup qualification   | 4           | 1     |
| AFC Asian Cup                 | 4           | 1     |
| Summer Olympics qualification | 6           | 3     |
| FIFA World Cup qualification  | 6           | 0     |
| Total                         | 82          | 21    |

### Goles
| N.º | Fecha      | Sede                       | Partido | Rival              | Gol | Resultado | Torneo                              |
| --- | ---------- | -------------------------- | ------- | ------------------ | --- | --------- | ----------------------------------- |
| 1   | 5-8-1967   | Taipéi, República de China | 4       | Filipinas          | 1–0 | 7–0       | 1968 AFC Asian Cup qualification    |
| 2   | 11-8-1967  | Kuala Lumpur, Malasia      | 6       | Indonesia          | 3–1 | 3–1       | 1967 Pestabola Merdeka              |
| 3   | 20-8-1967  | Kuala Lumpur, Malasia      | 9       | Singapur           | 1–0 | 3–0       | 1967 Pestabola Merdeka              |
| 4   | 23-8-1967  | Kuala Lumpur, Malasia      | 10      | Malasia            | 3–1 | 3–1       | 1967 Pestabola Merdeka              |
| 5   | 28-9-1967  | Tokio, Japón               | 12      | República de China | 3–1 | 4–2       | 1968 Summer Olympics qualification  |
| 6   | 7-10-1967  | Tokio, Japón               | 15      | Japón              | 1–2 | 3–3       | 1968 Summer Olympics qualification  |
| 7   | 9-10-1967  | Tokio, Japón               | 16      | Filipinas          | 2–0 | 5–0       | 1968 Summer Olympics qualification  |
| 8   | 12-11-1967 | Saigón, Vietnam del Sur    | 18      | Vietnam del Sur    | 1–0 | 3–0       | 1967 South Vietnam Independence Cup |
| 9   | 12-8-1968  | Kuala Lumpur, Malasia      | 20      | Singapur           | 1–2 | 3–2       | 1968 Pestabola Merdeka              |
| 10  | 21-8-1968  | Kuala Lumpur, Malasia      | 23      | Tailandia          | 2–1 | 2–1       | 1968 Pestabola Merdeka              |
| 11  | 21-11-1969 | Bangkok, Tailandia         | 31      | Malasia            | 2–0 | 2–0       | 1969 King's Cup                     |
| 12  | 4-8-1970   | Penang, Malasia            | 36      | Singapur           | 1–0 | 4–0       | 1970 Pestabola Merdeka              |
| 13  | 13-8-1970  | Kuala Lumpur, Malasia      | 39      | India              | 3–2 | 3–2       | 1970 Pestabola Merdeka              |
| 14  | 16-8-1970  | Kuala Lumpur, Malasia      | 40      | Birmania           | 1–0 | 1–0       | 1970 Pestabola Merdeka              |
| 15  | 10-11-1970 | Bangkok, Tailandia         | 41      | Hong Kong          | 2–0 | 3–0       | 1970 King's Cup                     |
| 16  | 11-12-1970 | Bangkok, Tailandia         | 46      | Irán               | 1–0 | 1–0       | 1970 Asian Games                    |
| 17  | 9-5-1971   | Seoul, Corea del Sur       | 54      | República Jemer    | 1–0 | 2–0       | 1971 Korea Cup                      |
| 18  | 9-5-1971   | Seoul, Corea del Sur       | 54      | República Jemer    | 2–0 | 2–0       | 1971 Korea Cup                      |
| 19  | 10-5-1972  | Bangkok, Tailandia         | 61      | República Jemer    | 2–0 | 4–1       | 1972 AFC Asian Cup                  |
| 20  | 23-7-1972  | Kuala Lumpur, Malasia      | 68      | Indonesia          | 1–0 | 2–0       | 1972 Pestabola Merdeka              |
| 21  | 13-9-1974  | Tehran, Irán               | 78      | Malasia            | 1–1 | 2–3       | 1974 Asian Games                    |